# Pierre Laval
Pierre Laval, francoski odvetnik in politik, * 28. junij 1883, Châteldon, Puy-de-Dôme, Francija † 15. oktober 1945, zapor Fresnes, Francija. 
V času tretje francoske republike je bil Laval predsednik francoske vlade od 27. januarja 1931 do 20. februarja 1932 in ponovno od 7. junija 1935 do 24. januarja 1936.
Laval je leta 1909 postal odvetnik in je bil znan po obrambi stavkajočih sindikalistov in levičarjev pred vladnim pregonom. Leta 1914 je bil izvoljen v poslansko zbornico kot član socialistične stranke, med prvo svetovno vojno pa je ostal zavezan svojim pacifističnim prepričanjem. Po porazu na volitvah leta 1919 je Laval zapustil Socialistično stranko in postal župan mesta Aubervilliers.  Leta 1924 se je vrnil v poslansko zbornico kot neodvisnik in bil tri leta pozneje izvoljen v senat. Opravljal je tudi vrsto vladnih funkcij, med drugim ministra za javna dela, ministra za pravosodje in ministra za delo.  Leta 1931 je Laval postal premier, vendar je njegova vlada padla leto pozneje.
Laval se je pridružil konservativni vladi Gastona Doumerguea leta 1934, v kateri je opravljal funkcijo ministra za kolonije in nato funkcijo zunanjega ministra. Leta 1935 je Laval ponovno postal predsednik vlade. V želji, da bi ustavil Nemčijo, je izvajal zunanjo politiko, ki je bila naklonjena Italiji in Sovjetski zvezi, vendar je njegovo ravnanje z abesinsko krizo, ki je bila široko obsojena kot pomiritev Benita Mussolinija, povzročilo njegov odstop leta 1936.
Po porazu Francije in premirju z Nemčijo junija 1940 je Laval opravljal številne vloge v vladi Vichyske Francije pod vodstvom Philippa Pétaina, najprej kot podpredsednik Sveta ministrov od julija 1940 do decembra 1940 in pozneje kot vodja vlade od aprila 1942 do avgusta 1944. Kolaboracionistična vlada je zagotovila francoske delavce za Nemčijo in je tudi organizirala deportacijo Judov.
Po osvoboditvi Francije leta 1944 so Nemci Lavala odpeljali iz osvobojene Francije in ga zaprli. Aprila 1945 je pobegnil v Španijo, a se je kmalu vrnil nazaj v Francijo, kjer ga je aretirala francoska vlada pod vodstvom Charlesa de Gaulla. Na sojenju je bil Laval spoznan za krivega zaradi načrtovanja proti varnosti države in sodelovanja s sovražnikom. Po neuspešnem poskusu samomora je bil Laval oktobra 1945 usmrčen s strelskim vodom.
Lavalove številne politične dejavnosti so pustile zapleteno in kontroverzno zapuščino, ki je povzročila več kot ducat njegovih nasprotujočih si biografij.